# 수잰 블레이크슬리
수잰 앤 블레이크슬리(영어: Susanne Ann Blakeslee, 1956년 4월 28일 ~ )은 미국의 성우이다. 킹덤 하츠, 디즈니 인피니티를 비롯한 몇몇 디즈니 관련 작품군에서 말레피센트, 크루엘라 드 빌 등 악녀 역을 전담했다. 《티미의 못말리는 수호천사》에서는 완다와 터너 엄마 역, 《갓 오브 워 3》에서는 가이아 역을 맡았다.

## 성우 출연작 목록

### 비디오 게임
- 갓 오브 워 3(2010) - 가이아
- 스파이더맨: 깨어진 차원들(2010) - 마담 웹